# C30 (tunnelbanevagn)
C30 är ett tunnelbanetåg som körs av Storstockholms Lokaltrafik. De första C30-vagnarna invigdes i trafik 2020 på Röda linjen. En vagn består av fyra vagnkorgar som är fast sammansatta, till skillnad mot de flesta tidigare levererade tunnelbanevagnar som består av endast en korg, och som kan kopplas ihop med andra vagnar. 
Vagntypen är baserad på plattformen Movia, vilket är samma plattform som föregångaren C20. C30 har klimatanläggning och har fler platser för barnvagnar samt rullstolar jämfört med C20. Fler passagerare får plats då sittplatser har ersatts med ståplatser som är mindre utrymmeskrävande.

## Upphandling och leverans
Upphandlingen av vagnarna fördröjdes då kostnaden rusade på grund av förändringar av specifikationskraven. Det kom endast in ett godkänt bud. I januari 2012 beslutades det att genomföra upphandlingen med de nya kraven, bland annat med automatisk, förarlös drift. Den här gången ställde SL krav på hur de ville att tågen skulle fungera, men inga detaljkrav på exakt hur tillverkarna skulle klara funktionskraven. Priset ska också ha reducerats genom att SL köpte in halvtåg (längd 70 meter) i stället för tredelade tåg (längd 46,5 meter), detta eftersom halvtåg är standard i tunnelbanevärlden.
Kontraktet tilldelades Bombardier i slutet av maj 2013. Beställningen gick till dåvarande Bombardier Transportation som sedan uppgick i Alstom.
Beställningen avsåg 96 vagnar, som kan utgöra 48 stycken tågset, främst avsedda för en upprustning av Röda linjen. 16 av de 96 vagnarna,(nummer 2381-2396) ska gå i trafik på Blåa linjen. I upprustningen moderniseras även signalsystemen och en ny depå byggs i Norsborg.
Leveransen påbörjades 2018 och ska vara avslutad 2025. De nya tunnelbanetågen invigdes den 11 augusti 2020 på tunnelbana 2 (röda linjen) och används från och med den dagen i reguljär passagerartrafik. Kostnaden för vagnarna beräknas till cirka 5 miljarder kronor.
Vagnarna tillverkas i Hennigsdorf utanför Berlin. Den första transporten av ett tåg från fabriken till Stockholm skedde den 9 juni 2018; tåget drogs då av ett godstågslok från Tyskland via Skåne.
2023 beställdes ytterligare 20 vagnar (10 tåg), varav 16 kommer användas för tunnelbanans utbyggnad till Barkarby, Nacka och Hagsätra. De 4 kvarvarande vagnarna ersätter 6 vagnar (2 tåg) av C20, som plockas på reservdelar.

## Tekniska detaljer
Vagntypen är baserad på plattformen Alstom Movia, vilket är samma plattform som föregångaren C20. Plattformen togs fram av Adtranz och har efter uppköp även hetat Bombardier Movia. 
C30-vagnarna är 70,0 meter långa över stötytorna, vilket är längre än de äldre C20 vagnarna som var 46,50 meter över stötytorna, och betydligt längre än de ännu äldre CX vagnarna på omkring 17 meter över stötytorna. Två C30-enheter kan kopplas ihop och bli 140 meter. Plattformslängden i tunnelbanan är 145 meter och det behövs 5 meter bromsmarginal. En enhet kopplas normalt inte isär, med undantag för vissa verkstadsbesök och underhåll.
De äldre C20-enheterna består av tre vagnkorgar medan varje C30-enhet består av fyra vagnkorgar. Dessa skillnader har även påverkat utförandet av boggierna, då C20 har fyra boggier medan C30 har den ”klassiska lösningen” med två boggier per vagnkorg. Avståndet i längsled mellan vagnkorgarna (92 centimeter) är ovanligt långt men täcks på sidan av en bälg liknande C20.  
Varje C30-enhet består av fyra vagnsdelar med totalt 146 sittplatser; vagnarna har beteckningarna A1, B1, B2 och A2. A1 och A2 har 36 sittplatser var och mittpartierna B1 och B2 har 37 sittplatser var. 
Hela underredet, inklusive boggierna, är inklätt med paneler vilket minskar buller, luftmotstånd, och isbildning vintertid. Vagnkorgen är – till skillnad mot föregångaren C20 – tillverkad av lättmetall. SL har tidigare, i vagntyp C5 med leveransstart 1963, delvis använt lättmetall i sina vagnkorgar. 
Varje C30-mellanvagn är 16,756 meter lång, som normalt inte går att koppla bort. Jämfört med konventionella personvagnar är det kort. Normallängden för fjärrtågsvagnar hos SJ är till exempel 26,4 meter över stödytorna. Långa vagnar i Stockholms tunnelbana skulle inte klara plattformskanten vid snäva kurvor.
Ett komplett C20-tågsätt med tre enheter har endast 24 hjulaxlar medan C30-tåget har 32 hjulaxlar. Varje C30-enhet väger cirka 116 ton (tomvikt), vilket motsvarar en specifik vikt på cirka 1,66 ton per meter. Motsvarande siffra för föregångaren C20 var 1,44 ton per meter vilket innebär att C30-tåget väger cirka 15 % mer, per meter räknat. Jämfört med första generationen tunnelbanevagnar av (typ C1) var tomvikten cirka 241 ton eller motsvarande en specifik tomvikt på 1,73 ton per meter.
| Modell      | Driftstart | Min längd [m] | Max längd tågsätt [m] | Max antal säten | Specifikt sätesantal [antal/m] | Korgbredd [cm] | Antal entréer/sida, tågsätt [antal] | Total tomvikt [ton] | Specifik tomvikt [ton/m] | Antal hjulaxlar tågsätt | Elektr drivmotorstyp | Tillåten hastighet [km/h] |
| ----------- | ---------- | ------------- | --------------------- | --------------- | ------------------------------ | -------------- | ----------------------------------- | ------------------- | ------------------------ | ----------------------- | -------------------- | ------------------------- |
| C1-vagn     | 1950       | 17,40         | 139,2                 | 384             | 2,76                           | 270            | 24                                  | 240                 | 1,73                     | 32                      | likström             | 80                        |
| C20-tågsätt | 1997       | 46,5          | 139,5                 | 378             | 2,71                           | 290            | 21                                  | 201                 | 1,44                     | 24                      | induktion            | 80                        |
| C30-tågsätt | 2019       | 70,0          | 140,0                 | 292             | 2,08                           | 292            | 24                                  | 232                 | 1,66                     | 32                      | induktion            | 90                        |

Korgbredden och korghöjden bestämdes i praktiken redan under 1930-talet, när den nya spårvägstunneln från Slussen till Ringvägen (dagens Skanstull) byggdes. Plattformslängden bestämdes till 145 meter. Tidigt i planeringen avsågs dock stationerna endast vara utförda för sex vagnar.  
Då SL:s plattformar under 1940-talet (vid systemkonstruktionen) utformades för en maximal tåglängd av 140 meter på den Gröna linjen utfördes typen C20 med en längd så att tre enheter (C20) kunde kopplas samman (3 × 46,5 = 139,5 meter över stödytorna), medan C30-enheten utfördes med längden 70,0 meter (2 × 70,0 = 140 meter), vilket endast tillåter två C30-enheter i ett tågsätt. Tidigare generationer av tunnelbanevagnar från ASEA, ASJ och Hägglunds hade dock endast en längd på 17,4 meter. (Vissa var dock fast sammankopplade med två vagnar.)
Varje C20-enhet hade (innan ombyggnaden) 126 sittplatser och C30-enhet har 146 sittplatser. Eftersom vagnlängden varierar har det specifika antalet sittplatser sjunkit från C20-tågets 2,71 säten per meter till C30-tågets 2,08 säten per meter. Det innebär en minskning av det specifika antalet sittplatser per tåg med 23 %. Ett C20-tåg med det maximala antalet vagnar har således 378 (=3 × 126) säten, medan C30-tåget endast har 292 
(= 2 × 146) säten.
En avsevärd komforthöjning kan också konstateras, dels att C30-tåget har klimatanläggning, vilket betyder att ventilationsluften även kan kylas under varma sommardagar, dels en lägre bullernivå samt en lugnare gång; de två sistnämnda egenskaperna beror på en ny generation boggier av typen Flexx. Stolavståndet vid motsittning är 89 cm, dock har sätena betydligt tunnare stoppning än sätena i de gamla C20-vagnarna. Antalet ingångar per tågsätt var för C20-tåget 21 stycken, men för C30-tågsättet finns 24 stycken, vilket minskar på- och avstigningstiderna något. 
Redan från början tillverkades Stockholms tunnelbanevagnar i Sverige (mekaniska delen ASJ, Hägglunds och den elektriska delen främst Asea). Viss elutrustning och bromsutrustning samt koppel var dock inledningsvis tillverkad i USA efter ett svenskt studiebesök vid New Yorks tunnelbana. Även C20-vagnen följde denna tradition, men C30-vagnens korg är tillverkad i Kina (företaget BST) och sätts samman i den före detta AEG-fabriken i Hennigsdorf, strax utanför Berlin. Då fabriken hamnade i den sovjetiska ockupationssektorn efter delningen av Tyskland förstatligades verksamheten kort därefter. C30 har även provkörts i en klimatkammare (Wien Rail Tec Arsenal) i Wien i Österrike.
I första omgången beställdes 96 stycken C30-tågsätt för totalt 5,1 miljarder kronor (prisnivå 2013). Det innebär att varje C30-tågsätt (=två tågsätt, totalt 140 meter långt) kostar cirka 106 miljoner eller motsvarande 363 000 kronor per säte. I andra omgången beställdes ytterligare 20 tågsätt, det vill säga totalt 116 st tågsätt.
Utvändigt har C30 släta ytterytor och en tilltalande front med ett kraftigt ljussken från så kallade LED-lampor (ljusemitterande dioder, som bygger på energisnål halvledarteknik). Den gamla tekniken med korrugerad plåt (modell SJ, som användes av C20) har SL övergett för en mer miljövänlig och slät ytteryta, vilket innebär mindre buller och mindre luftmotstånd. 
SL har gått tillbaka till den gamla tåg-konfigurationen från 1940-talet med det nya valet av C30, alltså åtta vagnar i bägge fallen, för ett maximalt långt tågsätt. Till och med boggiavståndet är exakt på millimetern detsamma för bägge (11 000 mm), samtidigt som fyra vagnar har öppnats upp för passage dem emellan. Vid planeringen av den gröna linjen under 1940-talet fanns dock två vagnalternativ, dels typ A1 (vagnlängd 17,4 meter, vikten 48 ton och max 8 vagnar) dels typ A2 (vagnlängd 18,6 meter, vikten 52 ton och endast 7 vagnar). Alternativ A1 tillät axellasten 12,0 ton, medan alternativ A2 tillät 13,0 ton (det senare med boggiavståndet 13,0 meter).

## I trafik
C30-vagnarna kommer helt och hållet att trafikera tunnelbanans Röda linje. Till det åtgår 40 tågsätt, när alla 48 tågsätt är levererade kommer resterande att köras på blå linjen. C20-vagnarna som i samband med detta ersätts på Röda linjen och kommer i stället att trafikera Gröna och Blå linjen.

## Interiör
I vagnarna används talsyntes för standardmeddelanden. Det är företaget Acapelas standardröst Elin, och den ersatte rösten Linda som använde  förinspelade ord och meningar.
C30 har klimatanläggning och har fler platser för barnvagnar samt rullstolar jämfört med C20. Fler passagerare får plats då sittplatser har ersatts med ståplatser som är mindre utrymmeskrävande.
Stolarnas tyg är gjort av ylle och tillverkat av Bogesunds väveri, efter en design de tagit fram tillsammans med IDesign i Stockholm. Det har en hög slitstyrka, 100 000 Martindale, är framtaget för att vara enkelt att rengöra och är inspirerat av markbeläggningen på Sergels torg som har ett svartvitt triangelmönster. Mönstret är lite tiltat och på några slumpvis utvalda säten kan människofigurer och deras skuggor ses, som en flicka med ballong och ett par som håller varandra i handen. Mönstret är blågrått, men stolar för passagerare med särskilda behov har gult tyg så att de blir mer synliga.
I en del av de hålplåtar som täcker fönstrens ventilation har något eller några hål ersatts av andra symboler. Även det är slumpvis valt, och symbolerna är bland annat kronor, så att de bildar mönstret tre kronor, Pac-Man-figurer som en hyllning till datorspelsinsdustrin och något enstaka hjärta.

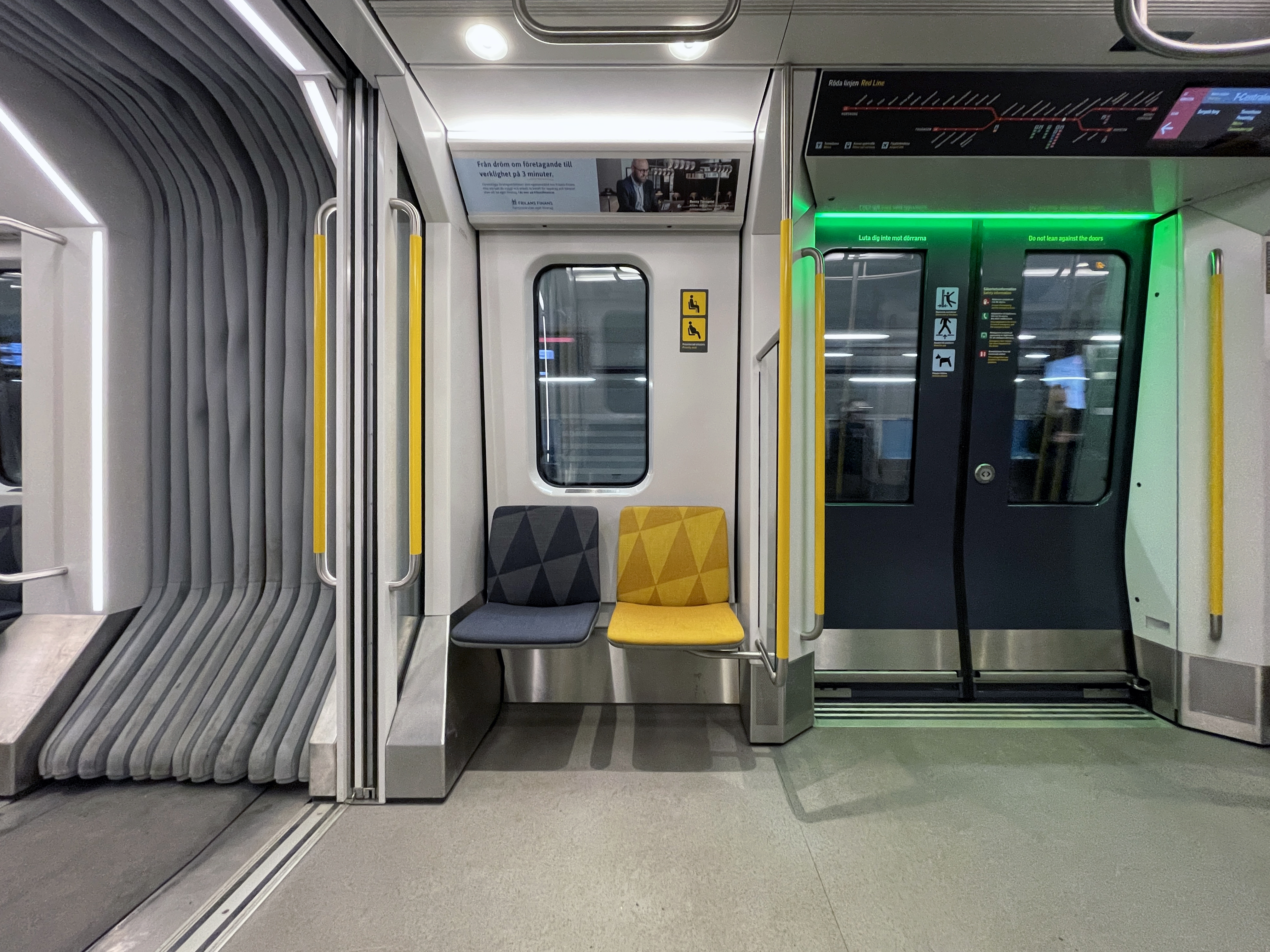
Dörrarna, på långsidan med säten längs väggen.
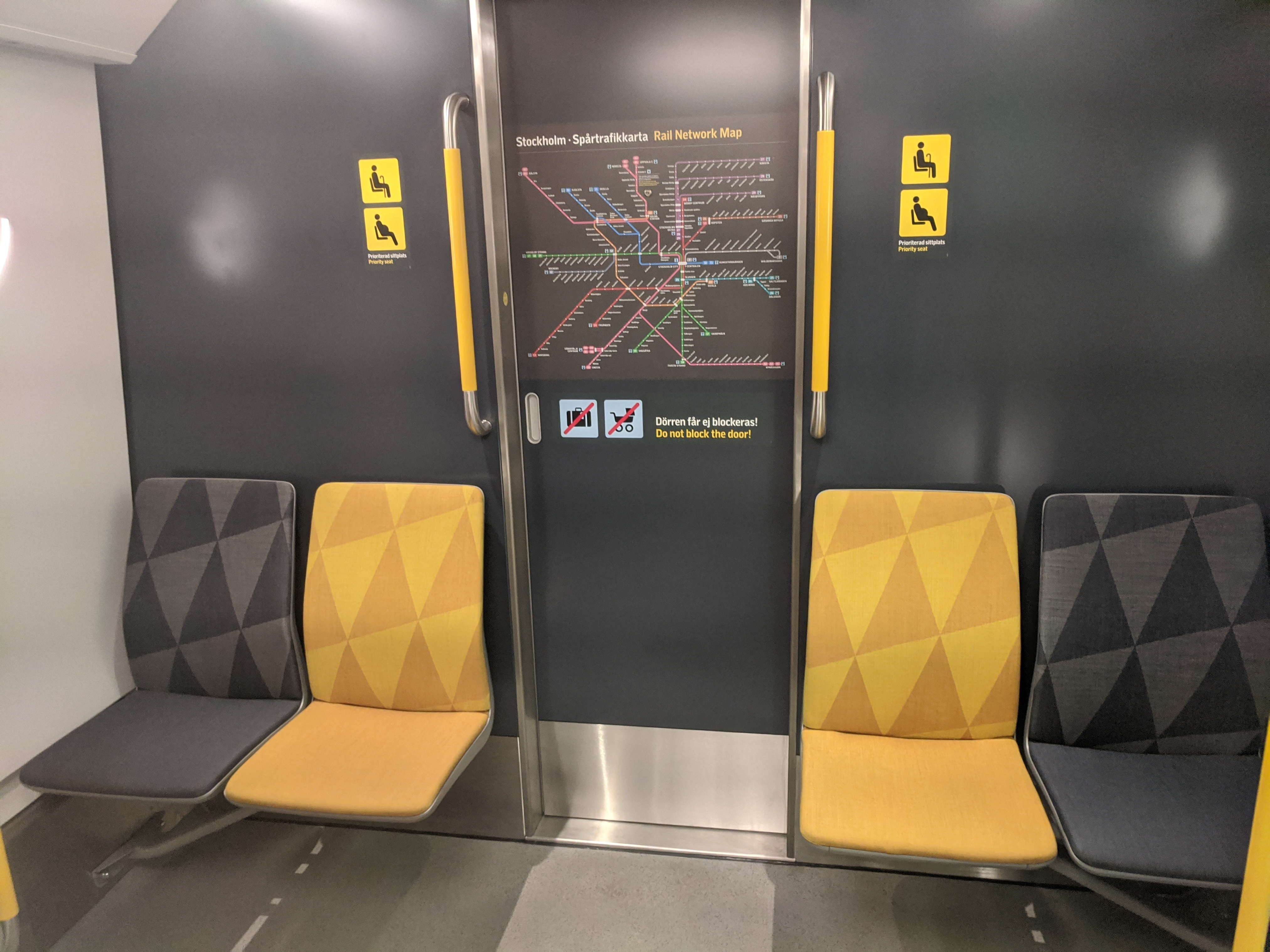
På kortsidan, gula säten signalerar att platsen är avsedd för resenärer med särskilda behov.
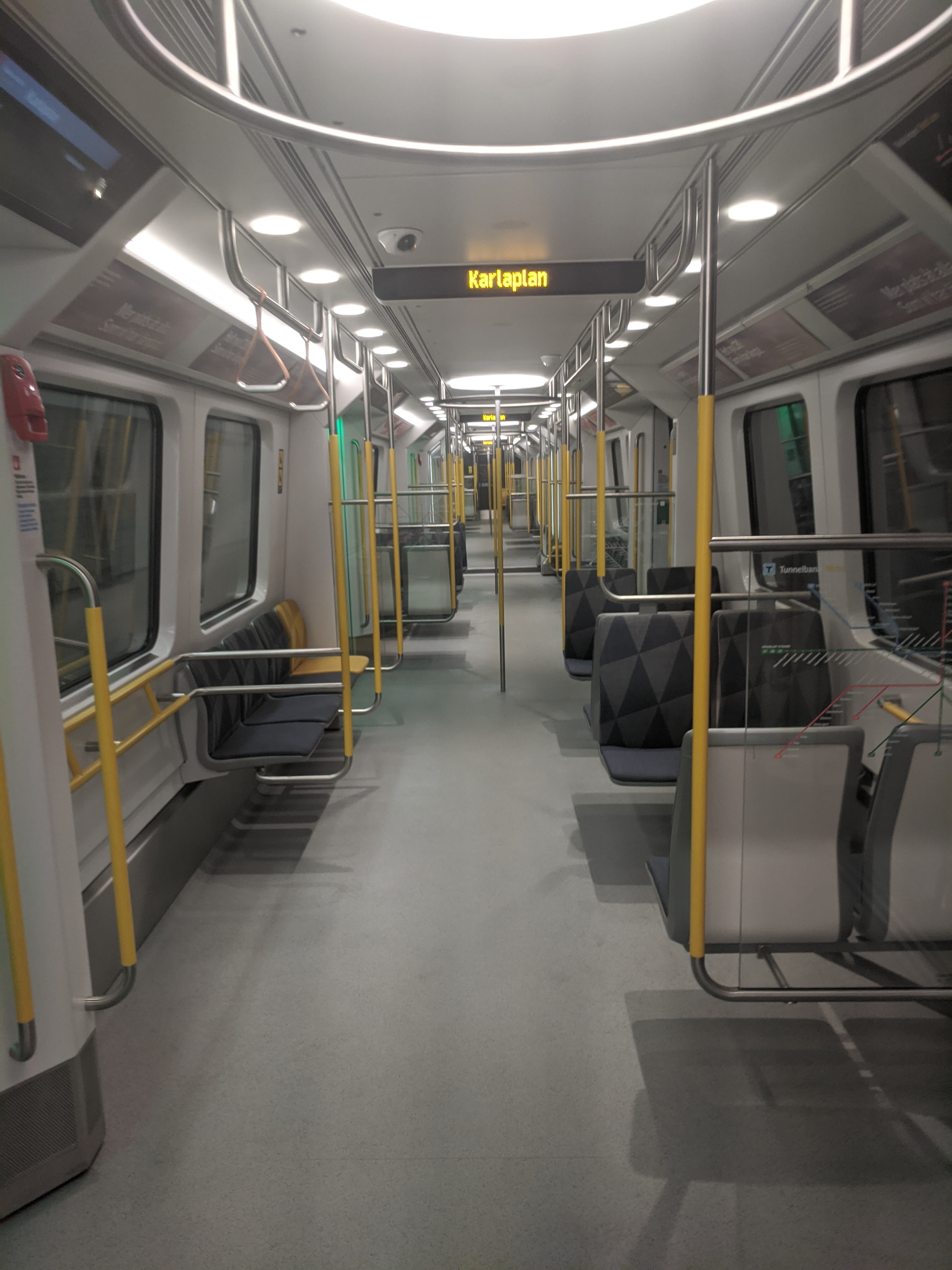
Elektronisk informationstavla i taket och färre säten, men mer golvyta till barnvagnar och stående.
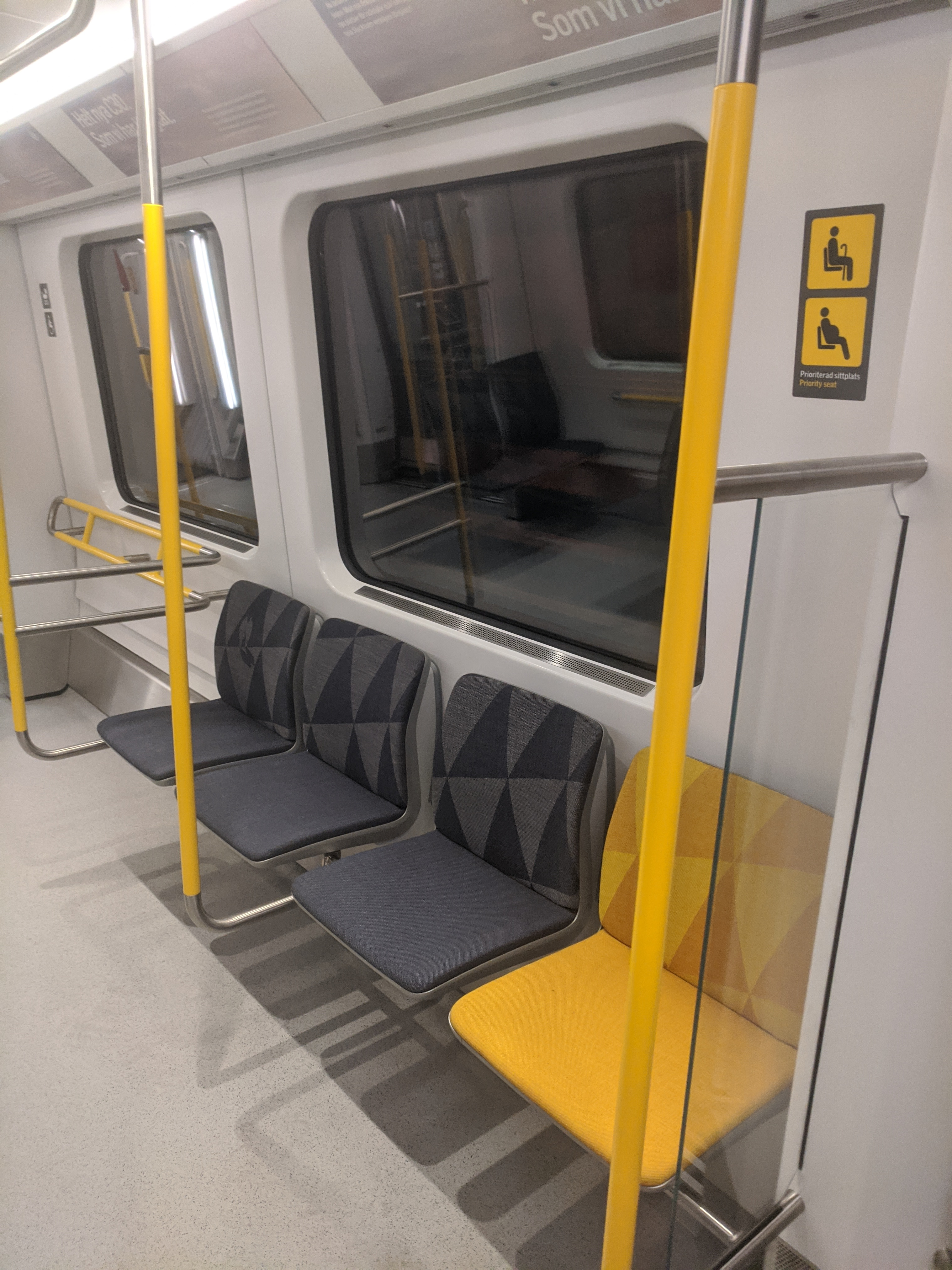
Stolsrad längs långsidan.
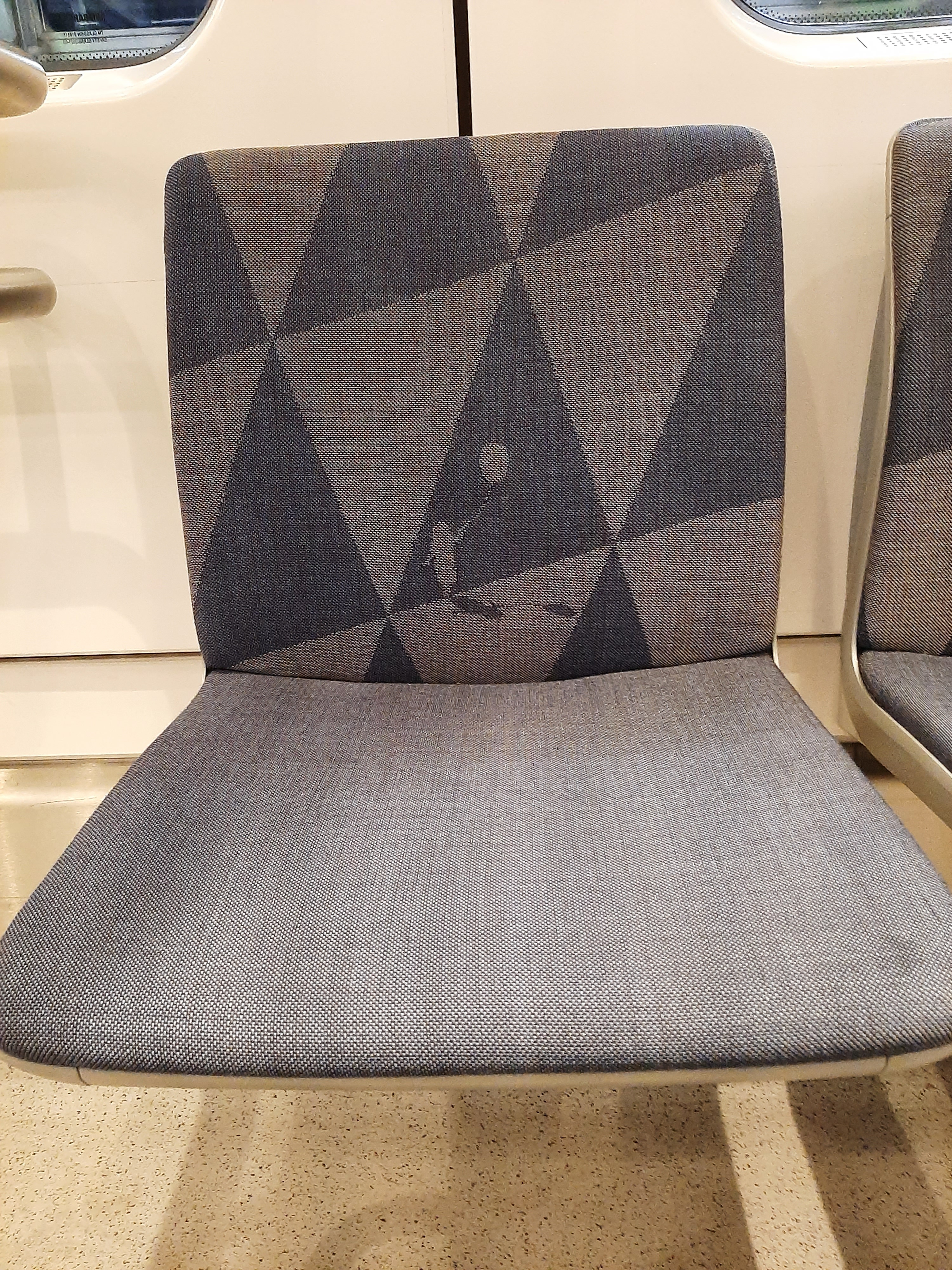
Slumpvis utvalda sitsar har personer i mönstret.
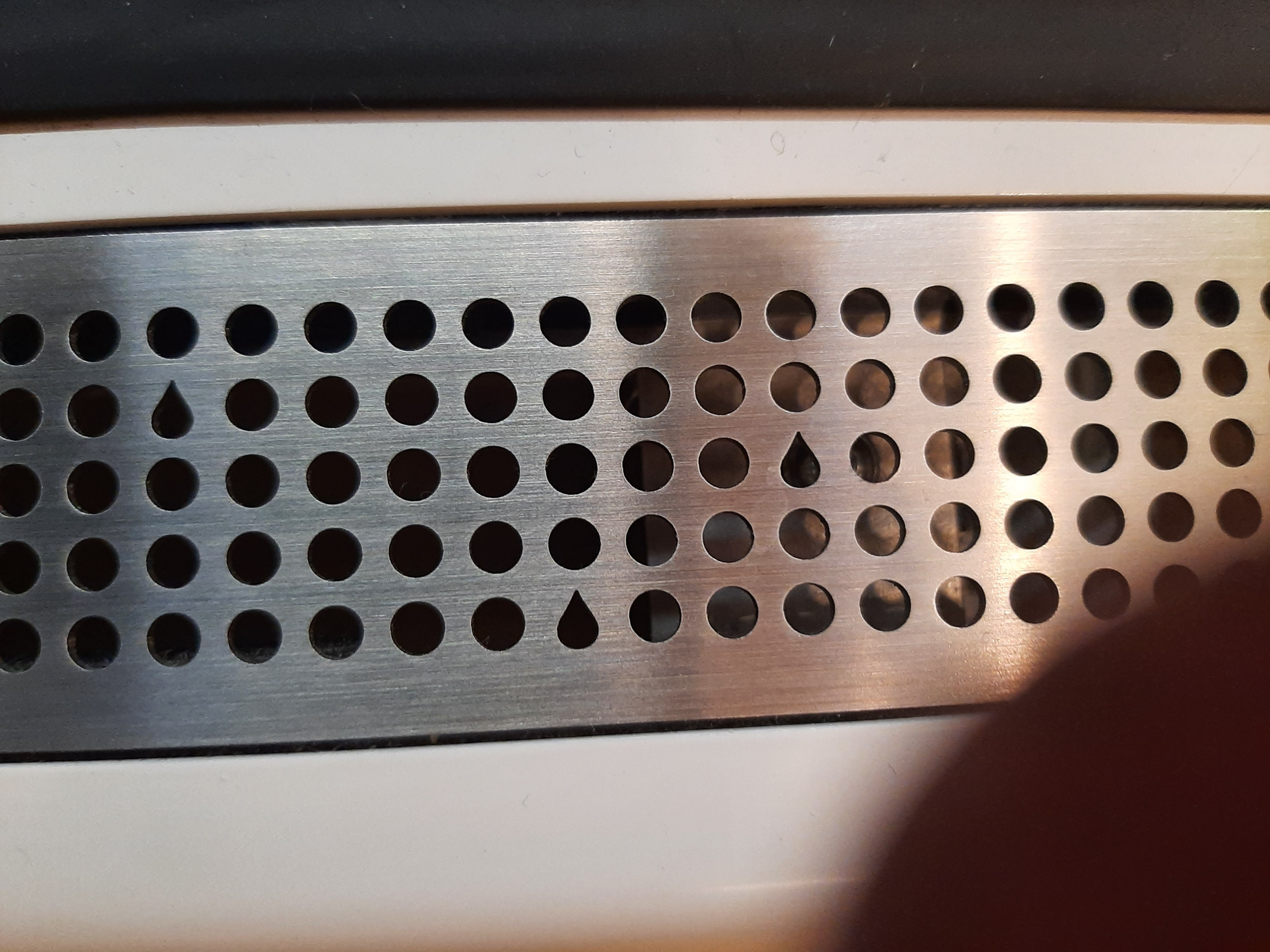
Några eller något av hålen i vissa hålplåtar för ventilation under fönstren har former av symboler. Här vattendroppar.
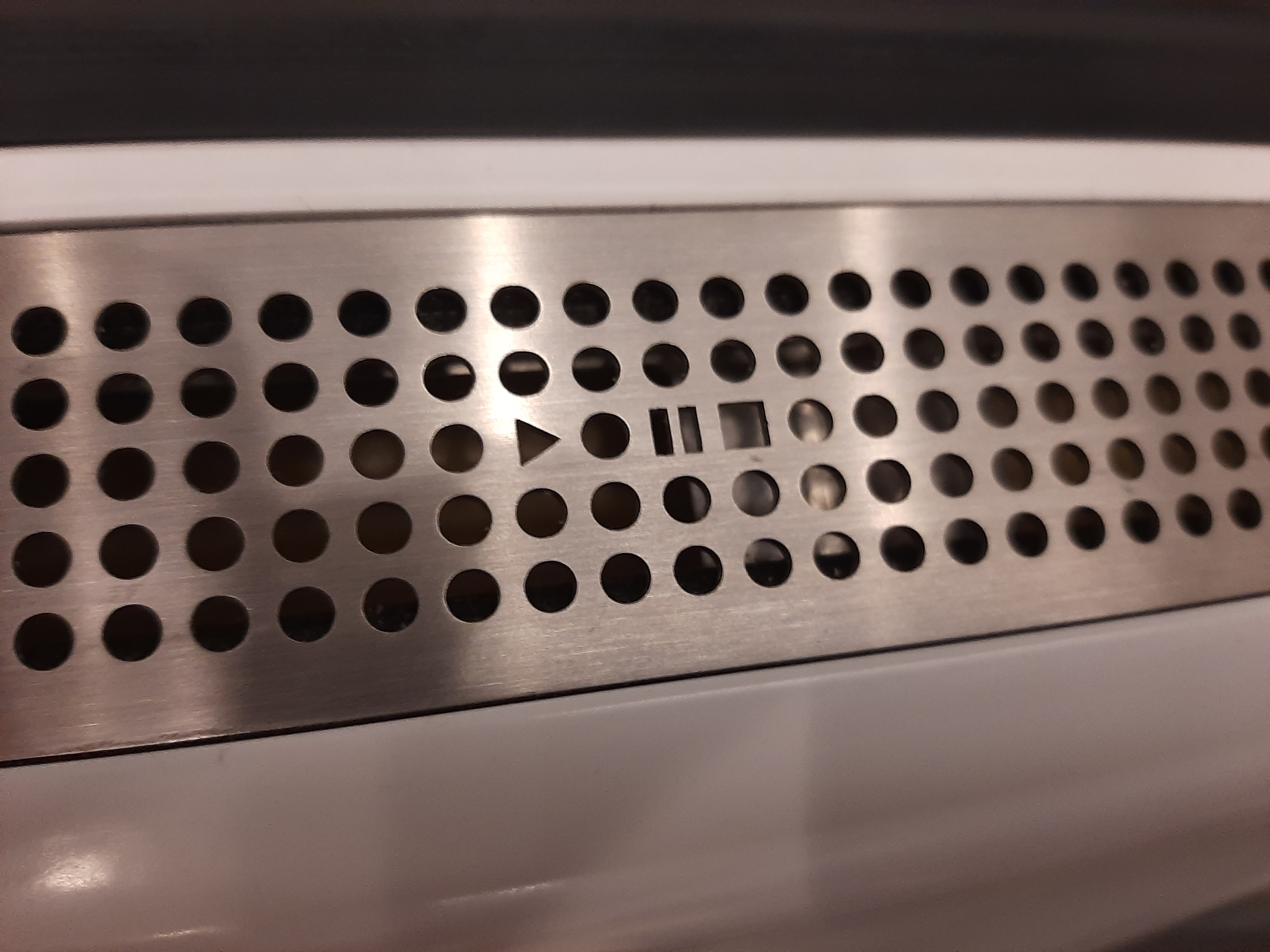
Hålmönster med play-, record-, pause- och stoppknappssymbolerna som fanns på kassettbandspelare.
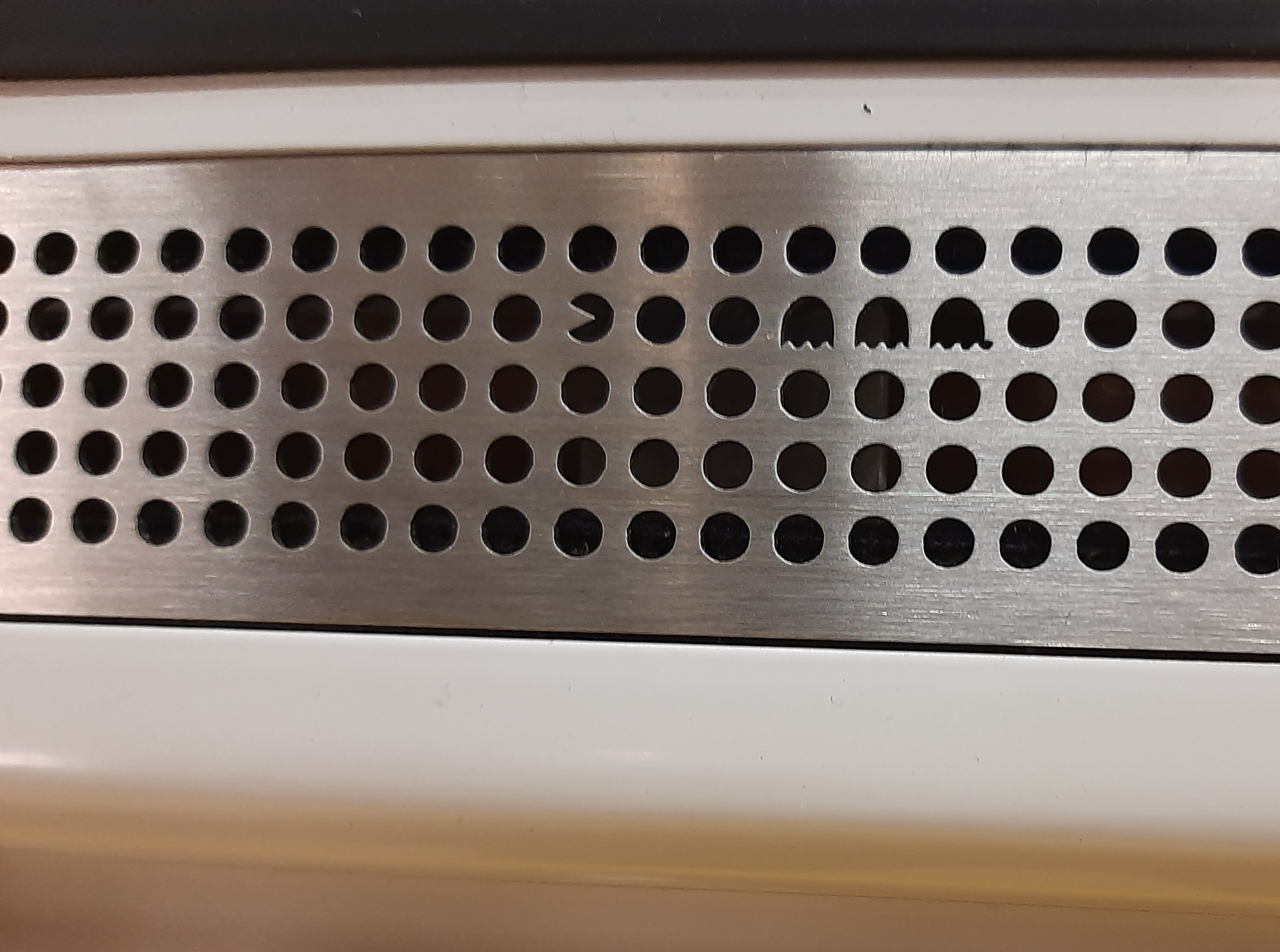
Pac-Manfigurer i ventilationsplåtarnas mönster.
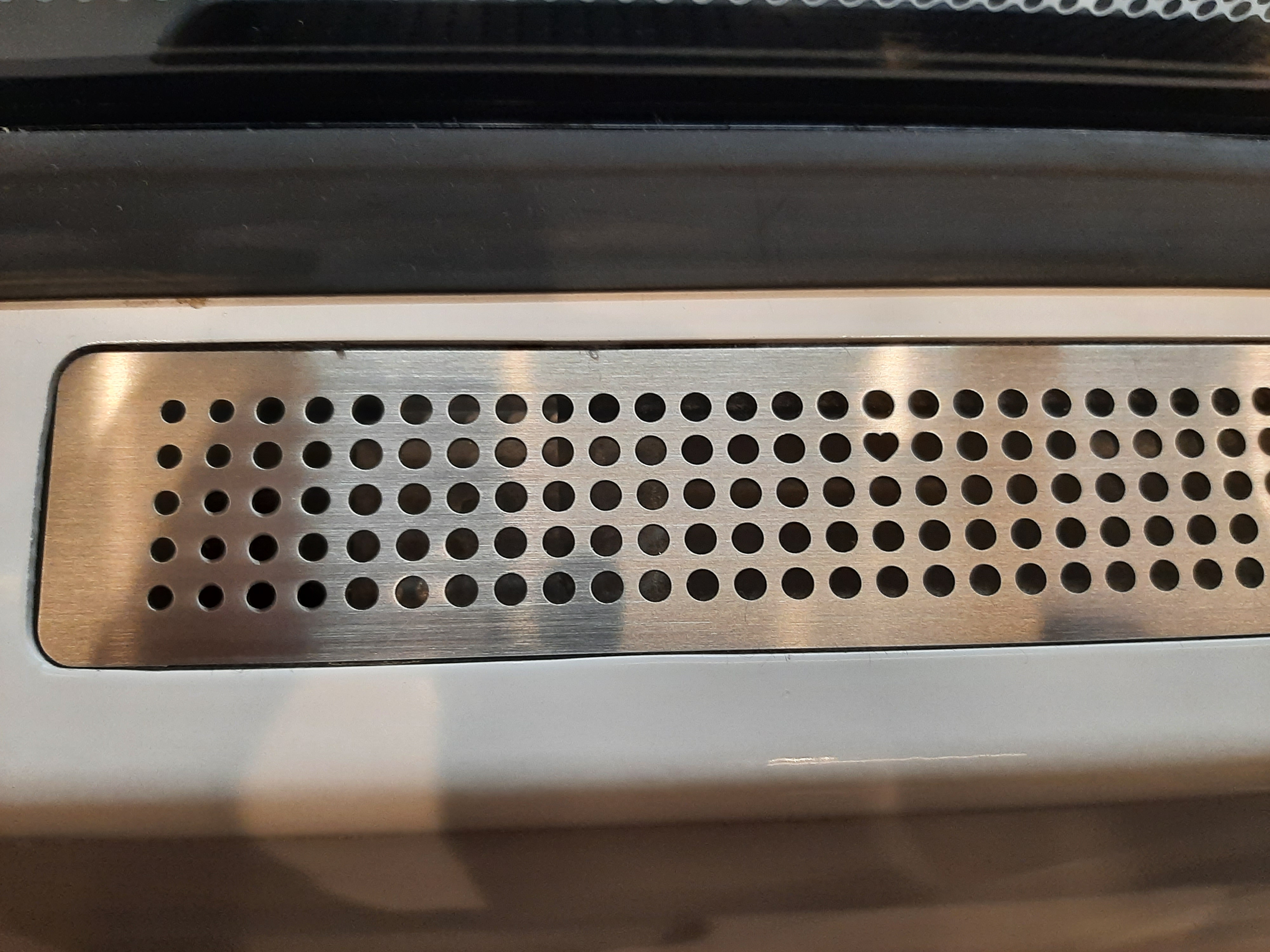
Ett hjärta i andra raden.
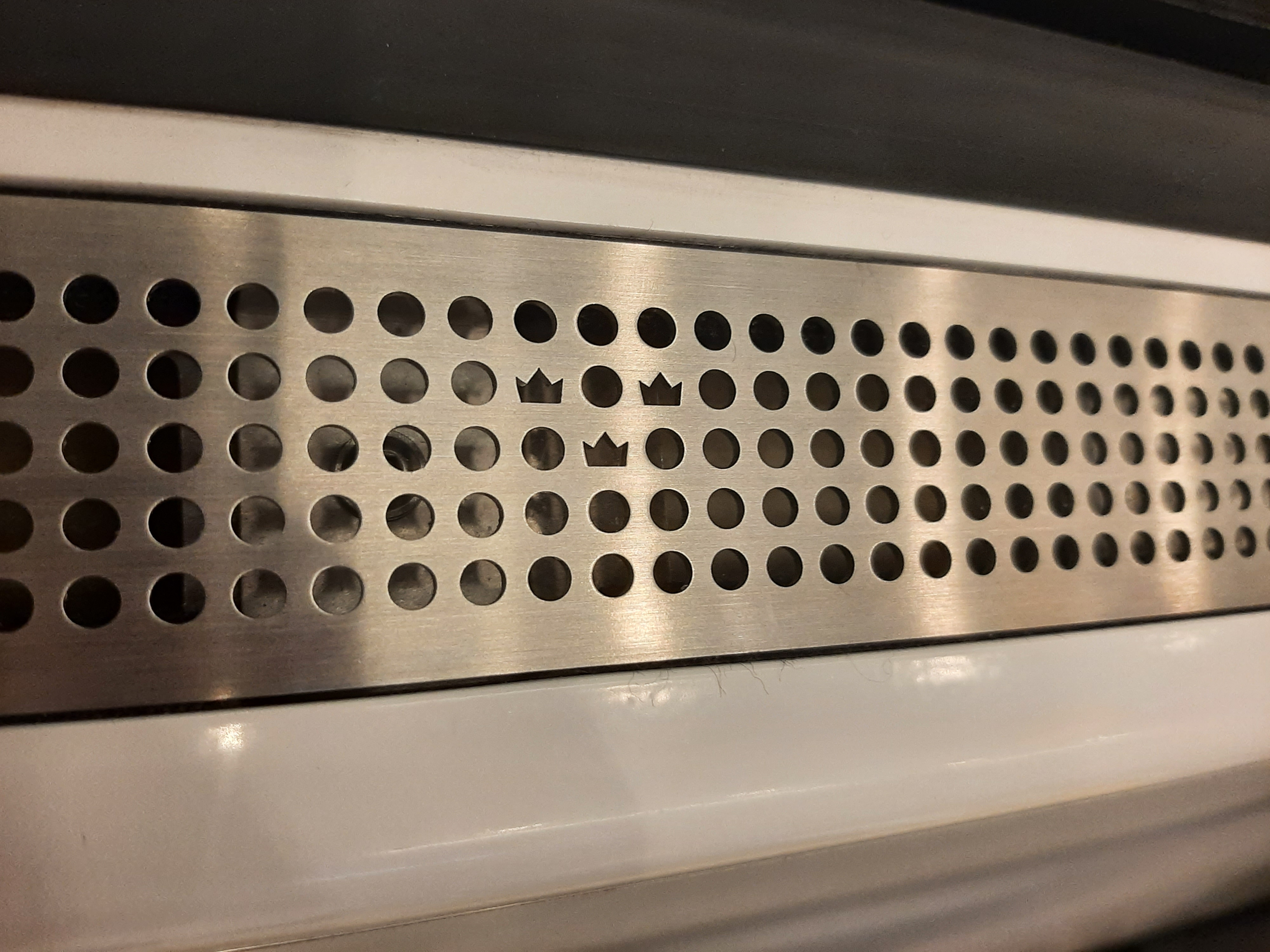
Tre av hålen stansade som symbolen Tre kronor.